# Charles Yriarte

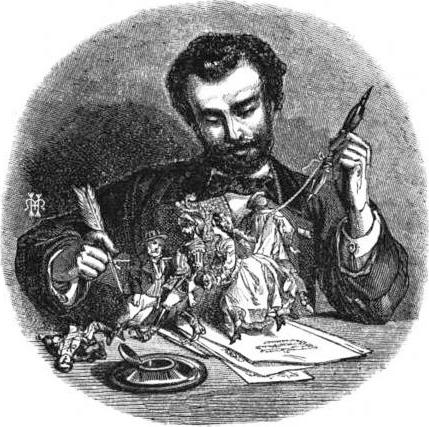
Charles Yriarte (1864)

Charles Émile Yriarte (* 5. Dezember 1832 in Paris; † 7. April 1898 ebenda) war ein französischer Schriftsteller, Journalist und Illustrator mit spanischen Wurzeln.

## Leben
Yriartes Vorfahren kamen aus Spanien und ließen sich bereits Anfang des 17. Jahrhunderts in Paris nieder. Sein Vater ist unbekannt und seine Mutter war Joséphine Caroline Yriarte (* 15. August 1810; † 1. April 1873), die als Schauspielerin unter dem Namen Caroline Marchetti bekannt wurde. Sein älterer Bruder Henry Émile (1831–1832) starb noch vor seiner Geburt.
Yriarte studierte zunächst Geisteswissenschaften und Architektur an der École des Beaux-Arts. Einen Teil seiner Ausbildung absolvierte er im Atelier von Simon-Claude Constant-Dufeux (1801–1871). Er unterrichtete anschließend zehn Jahre lang Architektur und Malerei, wurde 1856 Inspektor der Regierungsbauten und nahm als Korrespondent der Pariser Zeitung Le Monde illustré an einer spanischen Expedition nach Marokko (Spanisch-Marokkanischer Krieg) teil, wobei er dem Stab von Marschall Leopoldo O’Donnell angehörte. Danach hielt er sich für längere Zeit Spanien auf und befasste sich mit dem damals in der Öffentlichkeit noch weitgehend unbekannten Maler Francisco de Goya und verfasste seine Abhandlung über Goyas Leben und Werk (französisch Goya, sa vie, son œuvre).
Als er 1861 nach Paris zurückkehrte, wurde er zum Architekteninspektor der damals im Bau befindlichen neuen Pariser Oper ernannt, beschäftigte sich eingehend mit Kunst und Literatur und veröffentlichte Schriften über die Spanische Gesellschaft und den Marokkanischen Krieg, die er mit eigenen Illustrationen bebilderte. Als er 1864 gebeten wurde, die Leitung des künstlerischen Teils und der Chronik der Monde Illustré zu übernehmen, gab er die Architektur auf. Yriarte veröffentlichte les Célébrités de la rue, was seinen Ruf als Schriftsteller endgültig festigte. In jener Zeit begann er zudem unter dem Pseudonym „Marquis de Villemer“ Beiträge für die Illustrierte Zeitung Le Figaro zu schreiben, damals ein literarisches, zweiwöchentlich erscheinendes Blatt. Diese Reihe von Chroniken und Porträts wurde später separat unter der Titel Portraits parisiens et Portraits cosmopolites zusammengefasste herausgegeben.
Der Ausbruch des Deutsch-Französischen Krieges 1870 brachte ihm neue Aufgaben, er wurde Oberbefehlshaber und später Gouverneur von Paris. Yriarte beteiligte sich aktiv am Widerstand, veröffentlichte Berichte über den Rückzug von Mezières, die Preußen in Paris und der 18. März (Pariser Kommune) und ein stündlich nach den Depeschen der Regierung geschriebene Journal. Zugleich verfasste er die täglichen Militärnachrichten, die er an Laurence Oliphant bei der Times übermittelte. Als Sir Richard Wallace, der das Vermögen und den künstlerischen Besitz des Marquis von Hertford geerbt hatte, ihm eine Stellung anbot, wurde er desser Mitarbeiter. Die Sammlungen kam später in das private Museum im Herlford House in London. Zwanzig Jahre lang war er, bis zum Tod von Wallace für diesen tätig und erweiterte die Sammlung. Er veröffentlichte in dieser Zeit zahlreiche Werke zur Geschichte, Kunst und Literatur. Er bereiste den Balkan und Bosnien veröffentlichte im Anschluss den Bericht La Bosnie et l’Herzegovine pendant l’insurrection.
Yriarte sollte sich als Organisator der Abteilung für Schöne Künste auf der Weltausstellung von 1900 beteiligen, erlebte diese Ausstellung jedoch nicht mehr. Er starb in der Nacht vom 6. auf den 7. April 1898.

## Ehrungen
- 1875 Prix Thérouanne (Académie française) für „La vie d’un patricien de Venise au XVIe siècle“
- 9. August 1877 Ritter der Ehrenlegion
- 1882 Prix Marzelin-Guérin (Académie française) für „Un cottodière au XVe siècle“
- 29. Oktober 1889 Offizier der Ehrenlegion
- 1889 Prix Vitet (Académie française) für „César Borgia“

## Werke (Auswahl)
- La societe espagnole. Paris 1861.
- Sous la tente, souvenir du Maroc. Paris 1862.
- Paris grotesque. Les celebrites de la rue 1815–63. 2. Auflage. Paris 1868 (EA 1864).
- Les cercles de Paris, 1828–64. Paris 1865.
- Portraits parisiens. Paris 1865.
- Nouveaux portraits parisiens. Paris 1869.
- Goya; sa vie, son œuvre. Paris 1867 (archive.org).
- Portraits cosmopolites. Paris 1870 (gallica.bnf.fr).
- Tableaux de la guerre. Paris 1870.
- Les Prussiens a Paris et le 18 mars. Paris 1871.
- Campagne de France 1870–71. Paris 1871.
- Les princes d’Orleans. Paris 1872.
- Le Puritain. Paris 1873.
- La vie d’un patricien de Venise au XVIe siecle. 2. Auflage. Paris 1885.
- La Bosnie et l’Herzegovine pendant l’insurrection. Paris 1875.
- Venise. L’histoire, l’art, l'industrie, la ville et la vie. Paris 1877 (englische Ausgabe, Venice: its history, art, industries and modern life. H. T. Coates & co Philadelphia 1986, archive.org – gewidmet Sir Richard Wallace).
- Les bords de l’Adriatique. Paris 1878.
- Florence. Paris 1880 (englische Ausgabe, 2 Bände, London 1897 archive.org, archive.org).
- Un condottiere au XVe siecle. Rimini. Paris 1882.
- Françoise de Rimini. Paris 1882.
- Matteo Civitali. Paris 1885.
- J. F. Millet J. Rouam, Paris 1885 (archive.org).
- César Borgia. Paris 1889 (2 Bände).
- Mantegna. Paris 1901.